# Boundary Lake
Boundary Lake is een meer, gelegen op de 49e breedtegraad noord, dat ter plekke de grens vormt tussen Canada en de Verenigde Staten van Amerika. Het meer ligt in de Canadese provincie Manitoba en in de Amerikaanse staat North Dakota. In het meer liggen twee eilanden. Het meest westelijke eiland (West Island) is een van de kleinste eilanden in de wereld dat verdeeld is door twee landen. Het eiland is ongeveer 1 hectare groot.